# Calcòstenes
Calcòstenes (en llatí Chalcostenes, en grec antic Χαλκώσθενες) va ser un escultor atenenc que treballava l'argila sense coure (opera cruda, segons diu Plini el Vell a la Naturalis Historia.
Plini afirma que el nom de Ceràmic donat a un barri d'Atenes on hi havia tots els terrissaires, prové de l'ofici d'aquest Calcòstenes, cosa que no és certa, però que indicaria la gran antiguitat d'aquest escultor.